# Carlos Vásquez Tamayo
Carlos Vásquez Tamayo, filósofo, poeta y ensayista literario de Colombia, nacido en Medellín en 1953. Su obra poética y ensayística revela una honda conciencia del lenguaje y la problemática del ser desde la estética, la ética y la realidad social del hombre contemporáneo. Desde el Instituto de Filosofía de la Universidad de Antioquia desarrolló una profusa actividad en torno a los temas cruciales del pensamiento moderno, labor en la que mantiene aún su magisterio. Sus poemas y otros textos han sido recogidos en diversas antologías y revistas nacionales y del exterior, así como traducidos al inglés, francés y alemán. 

## Obras
- Anónimos (Poesía, 1990)
- Eclipse de sol (Tesis sobre Georges Bataille, 1990)
- El jardín de la sonámbula (Poesía, 1995)
- El oscuro alimento (Poesía, 1994)
- El arte jovial (Ensayo, 2000)
- Agua tu sed (Poesía, 2001)
- Desnúdame de mí (Poesía, 2002)
- Hilos de voz (2004)
- Método de dramatización acerca del tratado primero de la Genealogía de la moral (Ensayo, 2005)
- Aunque no te siga (2008)
- La nada luminosa (Sobre Fernando Pessoa, Ensayo, 2009)

## Premios
- Premio nacional de poesía Fernando Mejía Mejía, 1993
- Premio Latinoamericano de poesía Ciudad de Medellín, Festival Internacional de Poesía.